# Hermila Galindo
Hermila Galindo Acosta (também conhecida como Hermila Galindo de Topete; (2 de Junho de 1886 – 18 de agosto de 1954) foi uma feminista e escritora mexicana. Ela foi uma das primeiras defensoras de muitas questões feministas radicais, principalmente educação sexual nas escolas, sufrágio feminino e divórcio. Ela foi uma das primeiras feministas a afirmar que o catolicismo no México estava frustrando os esforços feministas e foi a primeira mulher a concorrer a um cargo eletivo no México.

## Início da vida
Hermila Galindo Acosta nasceu em Lerdo México, Durango, em 2 de junho de 1886, filha de Rosario Galindo e Hermila Acosta. Ela começou sua educação em Villa Lerdo e depois frequentou uma Escola Industrial em Chihuahua aprendendo contabilidade, taquigrafia, telegrafia, datilografia, além de inglês e espanhol. Aos 13 anos, voltou para casa e deu aulas particulares de taquigrafia e datilografia para crianças. Em 1911, mudou-se para a Cidade do México.

## Biografia
Chegando à Cidade do México, Galindo ingressou em um clube liberal e tornou-se um torcedor público de Venustiano Carranza, fazendo lobby contra Porfirio Díaz. Ela foi descoberta por Venustiano Carranza enquanto fazia um discurso para recebê-lo em seu retorno à capital. Ele então ofereceu a ela a oportunidade de trabalhar com ele em Veracruz. Ela se tornou sua secretária particular e continuou angariando apoio aos direitos das mulheres mexicanas e às ideologias liberais. Carranza apoiou seus esforços, permitindo que ela distribuísse propaganda feminista nos estados mexicanos de Tabasco, Campeche e Yucatán, e no estado tradicionalmente liberal de Veracruz, bem como no estado natal de Carranza, Coahuila, e San Luis Potosí e Nuevo León. Carranza também a nomeou como sua representante em Cuba e na Colômbia, para divulgar suas políticas no entorno da América Latina.
Em 1915, ela criou uma revista chamada La Mujer Moderna ( "A Mulher Moderna" ). Junto com ensaios discutindo ideias feministas, serviu como propaganda para apoiar Carranza. Quase todas as suas obras ajudaram de alguma forma a campanha política de Carranza. A revista também apresentava artigos que expressavam sua desaprovação da Igreja Católica e seus métodos de controle. Ela foi uma das primeiras feministas a falar sobre a igreja e sua visão das mulheres. Galindo colaborou com muitos outros jornalistas e feministas, sendo a maioria dessas mulheres da Espanha que lutavam pelas mesmas questões que Galindo. As mulheres mais famosas que se destacam em sua revista e artigos são María Luisa de la Torre de Otero, Clarisa P. de Torres, Julia D. Febles Cantón Vda. de Palomeque, Micaela Rosado de P., Bolivia M. de Rivas, Rosario Rivas Hernández, María Pacheco, Artemisa N. Sanz Royo, and Luz Calva. Embora a revista se intitulasse La Mujer Moderna, ela ainda incluía jornalistas do sexo masculino em seus trabalhos. Ela eventualmente escreveu a biografia de Carranza, além de pelo menos cinco outros livros. Um de seus livros, Un presidenciable: el general Don Pablo Gonzalez, foi escrito sobre o general Pablo González Garza, que foi general durante a Revolução Mexicana sob o presidente Carranza. Seu apoio a Carranza era incrivelmente óbvio porque todos os seus trabalhos estavam relacionados a ele; até mesmo a revista feminista.
Na época, seus pontos de vista sobre educação sexual e sexualidade das mulheres eram considerados extremamente radicais. Sua abordagem em busca da igualdade e dos direitos das mulheres foi vista como controversa. Durante o Congresso Feminista de 1916, ao qual Galindo não compareceu, César González, administrador educacional de Carranza, leu uma declaração na qual Galindo atacava o duplo padrão masculino no México. Depois que essas declarações foram lidas, os grupos conservadores de mulheres passaram à defensiva e voltaram com uma declaração que apoiava o papel tradicional das mulheres e se opunha à educação das mulheres.
Carranza permitiu que Galindo apresentasse uma proposta pela igualdade das mulheres ao Congresso Constituinte de 1917, mas o item foi retirado da agenda final. Seu forte apoio a Carranza ficou evidente em seus escritos, que expressavam sua fé nele e seu potencial para criar uma revolução social. Por meio dele, ela acreditava que as mulheres podiam votar e que havia esperança para uma reforma social. No final, Carranza não conseguiu criar a mudança que prometeu. Em vez disso, por causa da corrupção, foi visto como inimigo da Revolução, o que deixou Galindo desiludido.
Em 2 de março de 1917, ela tomou as rédeas da situação e apresentou-se como candidata a deputada do 5º distrito eleitoral da Cidade do México. Gabriela Cano, historiadora, relatou que "foi a primeira vez que, no México, uma mulher disputou como opção eleitoral". Embora alguns registros mostrem que Galindo obteve a maioria dos votos, o Colégio Eleitoral rejeitou seus resultados, alegando que estavam apenas cumprindo a lei que proíbe as mulheres. Ela aceitou a rejeição, mas deixou claro que seu objetivo era mostrar publicamente que as mulheres podiam ser eleitas e deveriam ser autorizadas a ocupar cargos públicos.
Em 1923, Galindo participou de um Congresso Feminista no Estado de Tabasco e organizou vários clubes revolucionários em Campeche, Tabasco, Veracruz e Yucatán. Ela se casou no final daquele ano e terminou seu envolvimento político.
Ela morreu em 18 de agosto de 1954 na Cidade do México.

## Tributo
Em 2 de junho de 2018, Galindo foi homenageada por um Google Doodle no México, em seu aniversário de 132 anos.
Em 20 de novembro de 2020, Galindo foi adicionado à nova nota de 1000 pesos mexicanos.

## Trabalhos selecionados
- La Mujer moderna (1915-1919) (em castelhano)
- Estúdio de la Srita. Hermila Galindo : com motivo de los temas que han de absolverse no Segundo Congreso Feminista de Yucatán, 20 de novembro de 1916 (1916) (em castelhano)
- La doctrina Carranza y el acercamiento indo-latino (1919) (em castelhano)
- Un presidenciable: el general Don Pablo Gonzalez (1919) (em castelhano)
- "Mi grano de arena en esa hermosa labor." in La doctrina Carranza y el acercamiento indolatino, pp. 159-67. México 1919.